# Louis de Mornay
Louis de Mornay  (Párizs, 1619. – Villarceaux, 1691. február 21.) Villarceaux márkija, katona, szoknyavadász, és a Dauphin, a későbbi XIV. Lajos legbelsőbb udvari embereinek egyike.

## Élete

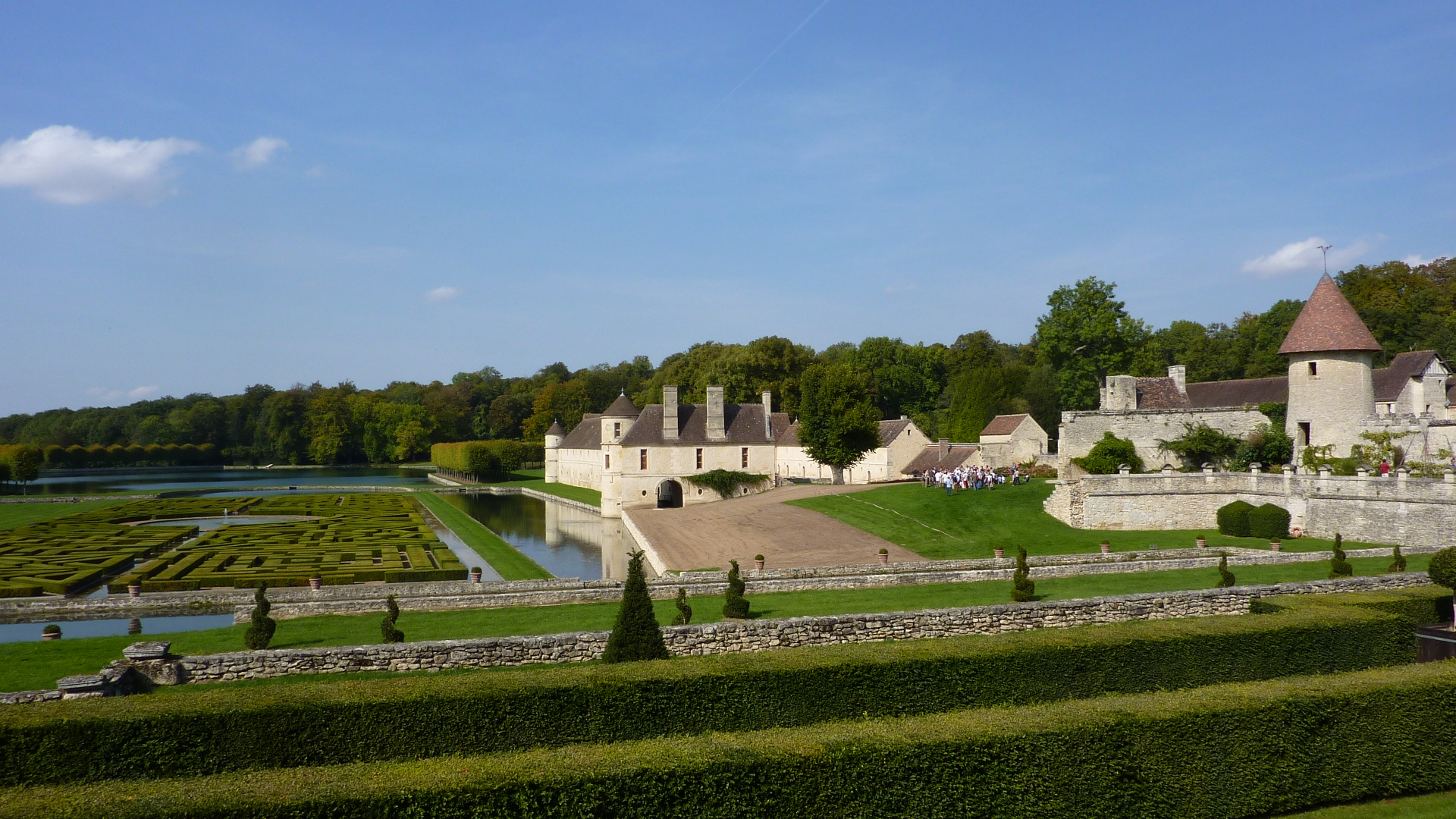
A de Mornay család egykori villarceaux-i birtoka, Val-d’Oise-ban

Louis de Mornay de Villarceaux márki, Pierre de Mornay márkinak és feleségének, Anne Olivier de Leuville-nek fia volt. Apja halála után az ifjú a család számos, jelentős birtokát örökölte, mint ahogy a villarceaux-it is, amely Franciaország Vexin français nevű területén található (jelenleg ennek az országrésznek a neve Val-d’Oise).

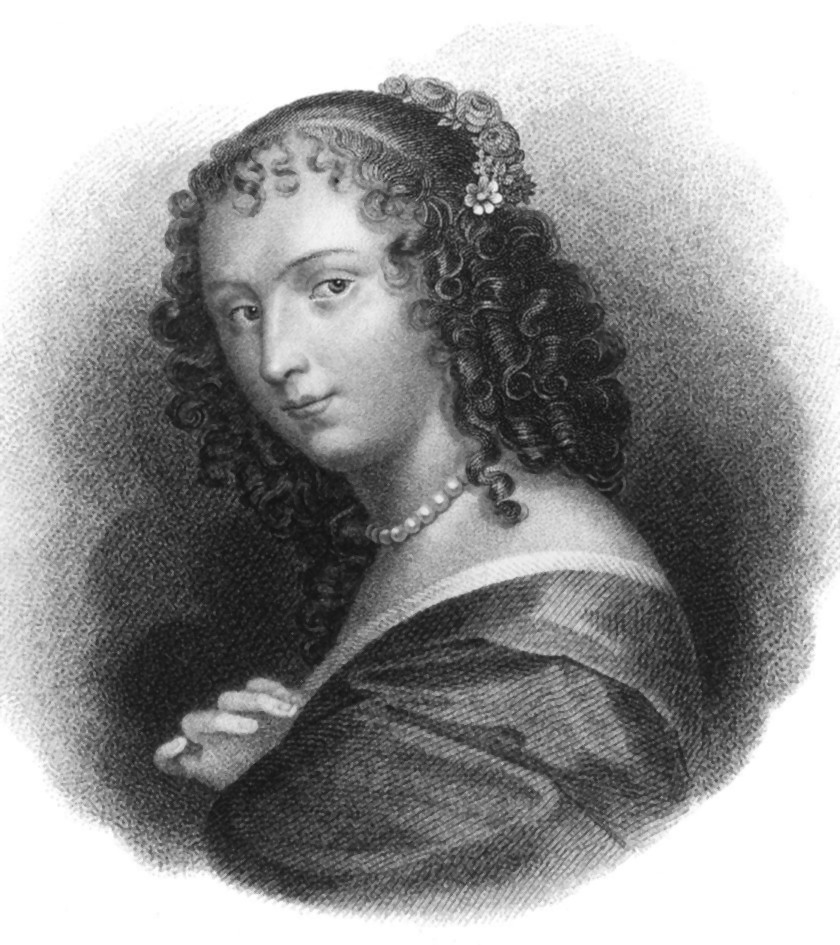
Ninon de l’Enclos
(Antoine-Jean-Baptiste Coupé műve)

A nemesi és a családi tradíció folytatójaként de Mornay a Dauphin és az Orleans-i herceg könnyűlovasságának hadnagyi rangját kapta, majd később a Dauphin testőrségének kapitánya lett, belépőt szerezve ezzel a későbbi uralkodó bizalmi embereinek körébe. Hamarosan jelentős hírnévre tett szert, mint a nőkre veszélyes udvari aranyifjú. Saint-Simon azt írta róla, hogy „...igencsak sok felfordulást okozott a nők körében...”. Tallemant des Réaux szintén kijelentette Villarceaux márkiról, hogy „...olyan vadra vadászott, aminek se tolla, se szőre...” Így nem csoda, hogy de Mornay hamarosan a Bastille-ban találta magát egy szűzleány elcsábítása miatt.

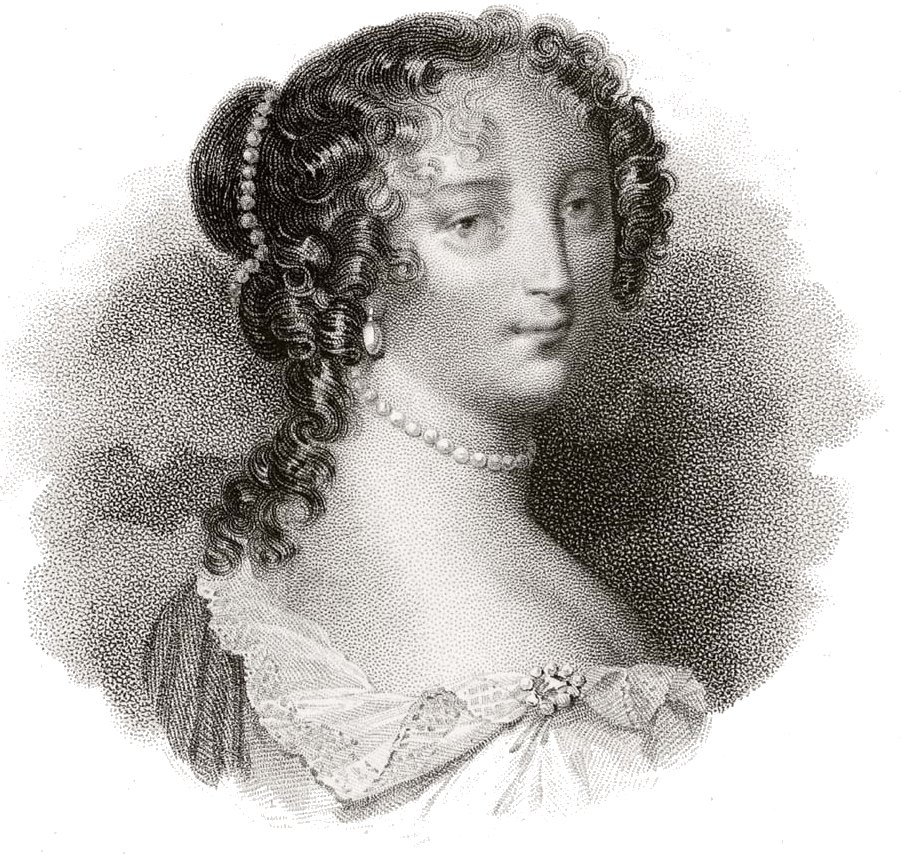
Françoise d’Aubigné (Madame Scarron),
a későbbi Madame de Maintenon

1643. május 8-án feleségül vette Denise de la Fontaine d’Esche-t, Ausztriai Anna egyik udvarhölgyét, aki ugyan jóval idősebb volt nála, de jóval gazdagabb is. 1652-ben találkozott Ninon de l’Enclos-val, mely tartósnak bizonyuló liezon a Párizsi szalonok közkedvelt beszédtémáját adta akkoriban. A pár a márki villarceaux-i birtokára költözött és itt három évig éltek együtt, mely idő alatt Ninon megszülte egyetlen közös gyermeküket Louis-t, akit de Mornay 1657-ben közjegyző előtt sajátjaként ismert el. A fiú a szülei által biztosított jólétben cseperedett fel és később a királytól a Boissière lovagja címet kapta. Felnőttként, tiszti rangban, a Haditengerészet kötelékében szolgált.
Ninon de l’Enclos-val való szakítását követően a márki Paul Scarron író feleségére, Françoise-ra vetette ki hálóját. A férj halála után három évig szeretőjének mondhatta a fiatal özvegyet, aki szakításukat követően XIV. Lajos király szeretőjeként, majd a királyné elhunytával a Napkirály titokban elvett nejeként élt tovább, Maintenon márkinő néven.

## Halála
Villarceaux márkija 1691. február 21-én magányosan és eladósodva halt meg. Testét a villarceaux-i Sainte Marie-Madeleine templomban helyezték örök nyugalomra, de sírja a Francia forradalom alatt megsemmisült. Louis de Mornay halálával együtt családjának Morney de Villarceaux ága is kihalt.